# Driehoek van Killian
De driehoek van Killian is een driehoekige zone in de farynxwand die bekendstaat als een zwakke plek. Deze plaats is relevant omdat het de plaats is waar het divertikel van Zenker optreedt. Dit is een uitstulping van het strottenhoofdslijmvlies naar de ruggenzijde (dorsaal) toe. De driehoek bevindt zich tussen de musculus cricopharyngicus en de musculus constrictor pharyngis inferior

## Eponiem
Deze anatomische locatie is vernoemd naar de Duitse chirurg Gustav Killian.